# 2019 ITTF World Tour
2019 ITTF World Tour — 24 сезон «ITTF World Tour», серии соревнований по настольному теннису, ежегодно проводимой Международной федерацией настольного тенниса.
Турниры 2019 года были двух типов: «World Tour Platinum» и просто «World Tour». Турниры серии «Platinum» характеризуются большим призовым фондом и большим количеством присуждаемых за победы рейтинговых очков ITTF, на основе которых были определены участники декабрьского «ITTF World Tour Grand Finals».

## World Tour
Расписание турниров, опубликовано ITTF.
 World Tour Platinum
 World Tour
 Grand Finals
| Тур | Турнир                      | Стадион Дата                                  | Мужской одиночный разряд | Женский одиночный разряд | Мужские пары                | Женские пары               | Смешанные пары                | Призовой фонд (USD) и анонс |
| --- | --------------------------- | --------------------------------------------- | ------------------------ | ------------------------ | --------------------------- | -------------------------- | ----------------------------- | --------------------------- |
| 1   | Hungarian Open Будапешт     | Budapest Olympic Hall 24-27 января            | Линь Гаоюань             | Чэнь Мэн                 | Сюй Синь Лян Цзинкунь       | Ван Маньюй Чжу Юйлин       | Сюй Синь Лю Шивэнь            | 170,000                     |
| 2   | Qatar Open Лусаил           | Арена Лусаил 28-31 марта                      | Ма Лун                   | Ван Маньюй               | Вон Чаньтхин Ho Kwan Kit    | Ван Маньюй Сунь Инша       | Сюй Синь Лю Шивэнь            | 300,000                     |
| 3   | China Open Шэньчжэнь        | Бамбуковый Лес 30 мая - 2 июня                | Ма Лун                   | Чэнь Мэн                 | Тимо Болль Патрик Франциска | Гу Юйтин Лю Шивэнь         | Линь Юньжу Чжэн Ицзин         | 400,000                     |
| 4   | Hong Kong Open Гонконг      | Стадион Елизаветы 6-9 июня                    | Линь Гаоюань             | Ван Иди                  | Линь Гаоюань Лян Цзинкунь   | Му Цзы Чэнь Кэ             | Линь Юньжу Чжэн Ицзин         | 175,000                     |
| 5   | Japan Open Саппоро          | СЦ Хоккайдо 14-16 июня                        | Сюй Синь                 | Сунь Инша                | Сюй Синь Фань Чжэньдун      | Чэнь Мэн Лю Шивэнь         | Сюй Синь Чжу Юйлин            | 270,000                     |
| 6   | Korea Open Пусан            | Sajik Arena 4-7 июля                          | Сюй Синь                 | Чэнь Мэн                 | Сюй Синь Фань Чжэньдун      | Чэнь Мэн Ван Маньюй        | Вон Чаньтхин Ду Хойкем        | 150,000                     |
| 7   | Australian Open Джелонг     | Арена Джелонг 11-14 июля                      | Сюй Синь                 | Сунь Инша                | Ли Сан Су Jeoung Young-sik  | Чэнь Мэн Ван Маньюй        | Вон Чаньтхин Ду Хойкем        | 332,000                     |
| 8   | Bulgarian Open Панагюриште  | Арена Асарел 15-18 августа                    | Томокадзу Харимото       | Чэнь Синтун              | Ли Сан Су Jeoung Young-sik  | Гу Юйтин Му Цзы            | Дзюн Мидзутани Мима Ито       | 190,000                     |
| 9   | Czech Open Оломоуц          | СЦ Омега 22-25 августа                        | Линь Юньжу               | Чэнь Синтун              | Ли Сан Су Cho Daeseong      | Гу Юйтин Му Цзы            | Cho Daeseong Shin Yubin       | 190,000                     |
| 10  | Swedish Open Стокгольм      | Eriksdalshallen 4-6 октября                   | Ван Чуцинь               | Чэнь Мэн                 | Сюй Синь Фань Чжэньдун      | Чэнь Мэн Дин Нин           | Сюй Синь Лю Шивэнь            | 170,000                     |
| 11  | German Open Бремен          | Бремен арена 11-13 октября                    | Фань Чжэньдун            | Сунь Инша                | Сюй Синь Лян Цзинкунь       | Jeon Jihee Yang Haeun      | Сюй Синь Сунь Инша            | 270,000                     |
| 12  | Austrian Open Линц          | TipsArena Linz 14-17 ноября                   | Фань Чжэньдун            | Мима Ито                 | Линь Гаоюань Лян Цзинкунь   | Miyuu Kihara Miyu Nagasaki | Томокадзу Харимото Хина Хаята | 260,000                     |
| 13  | Grand Finals Чжэнчжоу (КНР) | Олимпийский спортцентр Чжэнчжоу 12-15 декабря | Фань Чжэньдун            | Чэнь Мэн                 | Сюй Синь Фань Чжэньдун      | Miyuu Kihara Miyu Nagasaki | Сюй Синь Лю Шивэнь            | 1,000,000                   |
| Тур | Турнир                      | Стадион Дата                                  | Мужской одиночный разряд | Женский одиночный разряд | Мужские пары                | Женские пары               | Смешанные пары                | Призовой фонд (USD) и анонс |

Текущие позиции спортсменов по итогам прошедших туров можно было посмотреть на официальном сайте ITTF на специальной странице World Tour Standings.

## Grand Finals
По итогам сезона «2019 ITTF World Tour» лучшие спортсмены приняли участие в итоговом турнире года «2019 ITTF World Tour Grand Finals» с призовым фондом 1,000,000 USD.
Текущие позиции спортсменов по итогам прошедших туров можно было посмотреть на официальном сайте ITTF на специальной странице World Tour Standings.
В 2019 году «ITTF World Tour Grand Finals» проводились 12-15 декабря. Место проведения Чжэнчжоу (КНР).

### T2Diamond
Так же в сезоне 2019 года на основе текущих позиций спортсменов в «2019 ITTF World Tour» предполагалось провести три этапа соревнований «T2Diamond» — в июле, сентябре и ноябре. Позже, сентябрьский этап в Китае был отменён.

## ITTF Challenge Series
Дополнительно к 12 этапам «ITTF World Tour», в 2019 году были проведены соревнования серии «ITTF Challenge Series», которые с 2019 года разделены на соревнованиях двух типов — «Challenge Plus» (минимальный призовой фонд $ 60,000) и «Challenge» (минимальный призовой фонд $ 30,000). В 2019 году прошло 6 этапов «Challenge Plus» и 8 этапов «Challenge» (этапы в Турции, Мексике и Марокко были отменены). На некоторых этапах добавился разряд «смешанные пары».
 «Challenge Plus»
 «Challenge»
| Тур | Турнир                     | Дата и призовой фонд (USD)   | Мужской одиночный разряд | Женский одиночный разряд | Мужские пары                            | Женские пары                      | Смешанные пары                  | Юноши до 21 года   | Девушки до 21 года |
| --- | -------------------------- | ---------------------------- | ------------------------ | ------------------------ | --------------------------------------- | --------------------------------- | ------------------------------- | ------------------ | ------------------ |
| 1   | Portugal Open Лиссабон     | 13-17 февраля 60,000         | Лян Цзинкунь             | Хина Хаята               | Цао Вэй Сюй Инбинь                      | Фань Сыци Ян Хуэйцзин             | Линь Гаоюань Лю Шивэнь          | Shunsuke Togami    | Фань Сыци          |
| 2   | Oman Open Маскат           | 20-24 марта 65,000           | Линь Юньжу               | Хина Хаята               | Liao Cheng-ting Линь Юньжу              | Satsuki Odo Saki Shibata          | Линь Юньжу Чжэн Ицзин           | Владимир Сидоренко | Saki Shibata       |
| 3   | Spanish Open Гвадалахара   | 27-31 марта 30,000           | Zhai Yujia               | Miyu Kato                | Kilian Ort Dang Qiu                     | Stéphanie Loeuillette Yuan Jianan | -                               | Horacio Cifuentes  | Adriana Díaz       |
| 4   | Serbia Open Белград        | 1-5 мая 30,000               | Пол Дринкхолл            | Хина Хаята               | Joao Geraldo Diogo Carvalho             | Soo Wai Yam Minnie Ng Wing Nam    | -                               | Leo De Nodrest     | Мария Маланина     |
| 5   | Slovenia Open Оточец       | 8-12 мая 30,000              | Вэй Шихао                | Георгина Пота            | Eric Jouti Gustavo Tsuboi               | Miyuu Kihara Miyu Nagasaki        | -                               | Feng Yi-Hsin       | Miyu Nagasaki      |
| 6   | Croatia Open Загреб        | 14-18 мая 30,000             | Антон Челльберг          | Miyuu Kihara             | Shunsuke Togami Yukiya Uda              | Miyuu Kihara Miyu Nagasaki        | -                               | Yukiya Uda         | Sun Jiayi          |
| 7   | Thailand Open Бангкок      | 22-26 мая 30,000             | Филус Рувен              | Хитоми Сато              | Филус Рувен Штеффен Менгель             | Satsuki Odo Saki Shibata          | -                               | Li Hsin-yu         | Yuka Umemura       |
| 8   | Pyongyang Open Пхеньян     | 24-28 июля 60,000            | An Ji Song               | Ким Сон И                | Ham Yu Song Ri Kwang Myong              | Cha Hyo Sim Kim Nam Hae           | Ham Yu Song Cha Hyo Sim         | Feng Yi-Hsin       | Pyon Song Gyong    |
| 9   | Nigeria Open Лагос         | 7-11 августа 60,000          | Квадри Аруна             | Полина Михайлова         | Cedric Nuytinck Quentin Robinot         | Яна Носкова Полина Михайлова      | Kilian Ort Wan Yuan             | Cristian Pletea    | Andreea Dragoman   |
| 10  | Paraguay Open Асунсьон     | 12-14 сентября 60,000        | Morizono Masataka        | Хина Хаята               | Morizono Masataka Ľubomír Pištej        | Honoka Hashimoto Maki Shiomi      | Brian Afanador Adriana Díaz     | Horacio Cifuentes  | Maki Shiomi        |
| 11  | Polish Open Владыславово   | 16-20 октября 30,000         | Сюй Инбинь               | Хэ Чжоцзя                | Gaston Alto Horacio Cifuentes           | Honoka Hashimoto Maki Shiomi      | -                               | Сян Пэн            | Куай Мань          |
| 12  | Belarus Open Минск         | 30 октября - 3 ноября 30,000 | Emmanuel Lebesson        | Хина Хаята               | Сюй Хайдун Чжао Чжаоянь                 | Satsuki Odo Saki Shibata          | -                               | Сай Линьвэй        | Ши Сюньяо          |
| 13  | Indonesia Open Джокьякарта | 13-17 ноября                 | Harmeet Desai            | Jieni Shao               | Ibrahima Diaw Padasak Tanvirivavechakul | Jieni Shao Xue Luo                | -                               | Yuma Tanigaki      | Moe Nomura         |
| 14  | Canada Open Маркем         | 4-8 декабря                  | Сян Пэн                  | Касуми Исикава           | Цао Вэй Сюй Инбинь                      | Honoka Hashimoto Хитоми Сато      | Любомир Пиштей Барбора Балазова | Манав Викаш Таккар | Ван Сяотун         |
| Тур | Турнир                     | Дата и призовой фонд (USD)   | Мужской одиночный разряд | Женский одиночный разряд | Мужские пары                            | Женские пары                      | Смешанные пары                  | Юноши до 21 года   | Девушки до 21 года |